# Harappská kultura

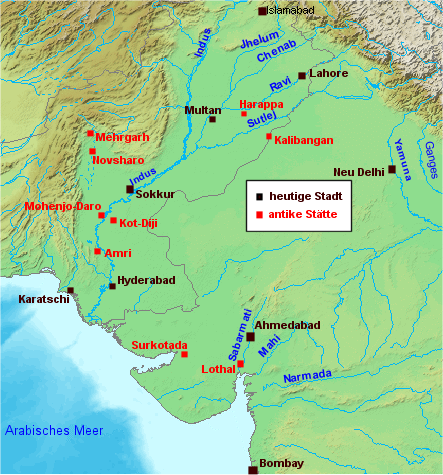
Sídla Harappské kultury (červeně) a současná města (černě)

Harappská kultura, také kultura poříčí Indu, protoindická kultura, protoindická civilizace apod., byla starověká kultura nacházející se v povodí řeky Indus, první známá městská kultura na Indickém subkontinentu. Zabírala velkou část dnešního Pákistánu (především Sindh, Paňdžáb a Balúčistán) a severozápadní Indie (hlavně Gudžarát, Harijánu, Paňdžáb a Rádžasthán), některé pozůstatky harappské kultury však byly nalezeny i v dalších oblastech. Počátky harappské kultury sahají do 2. poloviny 4. tisíciletí př. n. l. Jednotlivé periodizace kultury poříčí Indu se liší, Jonathan M. Kenoyer klade její vrcholné období do rozmezí let 2600–1900 př. n. l. Poté začala harappská civilizace upadat, nejspíš v důsledku klimatických změn, které měly přímý vliv na zemědělství a hospodářství. V polovině 2. tisíciletí zanikla, je možné, že na jejím konci měl podíl i příchod indoevropských kmenů.
První archeologické průzkumy v oblasti protoindické kultury byly uskutečněny až ve dvacátých letech 20. století, proto není příliš známá. Vzhledem k tomu, že se o harappské civilizaci nedochovaly zmínky v žádných dosud nalezených záznamech, jsou teorie o harappské kultuře většinou spekulace a dohady založené pouze na poznatcích a nálezech archeologů. Hlavními centry protoindické kultury byly zejména Mohendžodaro, které je dnes součástí kulturních památek světového dědictví, a Harappa. Dalšími důležitými centry byly např. Lóthal, Amrí, Kót Dídží a Naušahro.
Harappané znali odlévání bronzu i mědi, živili se převážně zemědělstvím. Není jasné, ke které jazykové rodině patřili, většinou se uvažuje o drávidském či indoevropském jazyku. Do dnešní doby se mimo pozůstatků městských staveb dochovalo množství menších uměleckých i užitkových předmětů, častými nálezy jsou malá pečetítka se znaky připomínající písmo. Toto písmo či symbolický systém je známo jako harappské písmo a dosud nebylo rozluštěno. Harappané udržovali obchodní styky s Mezopotámií a podle nálezu přístavních doků v Lóthalu se předpokládá, že obchod probíhal i námořní cestou.

## Objevení a archeologické průzkumy

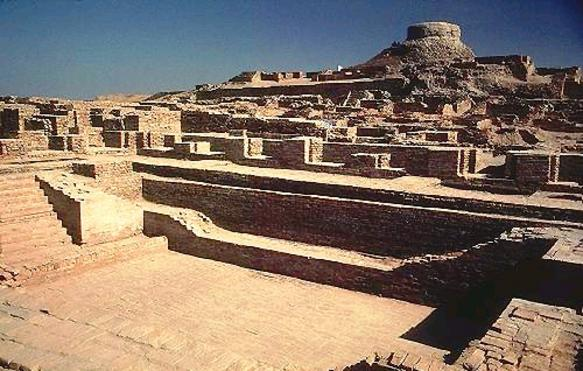
Mohendžodaro, v pozadí citadela na uměle vytvořeném návrší

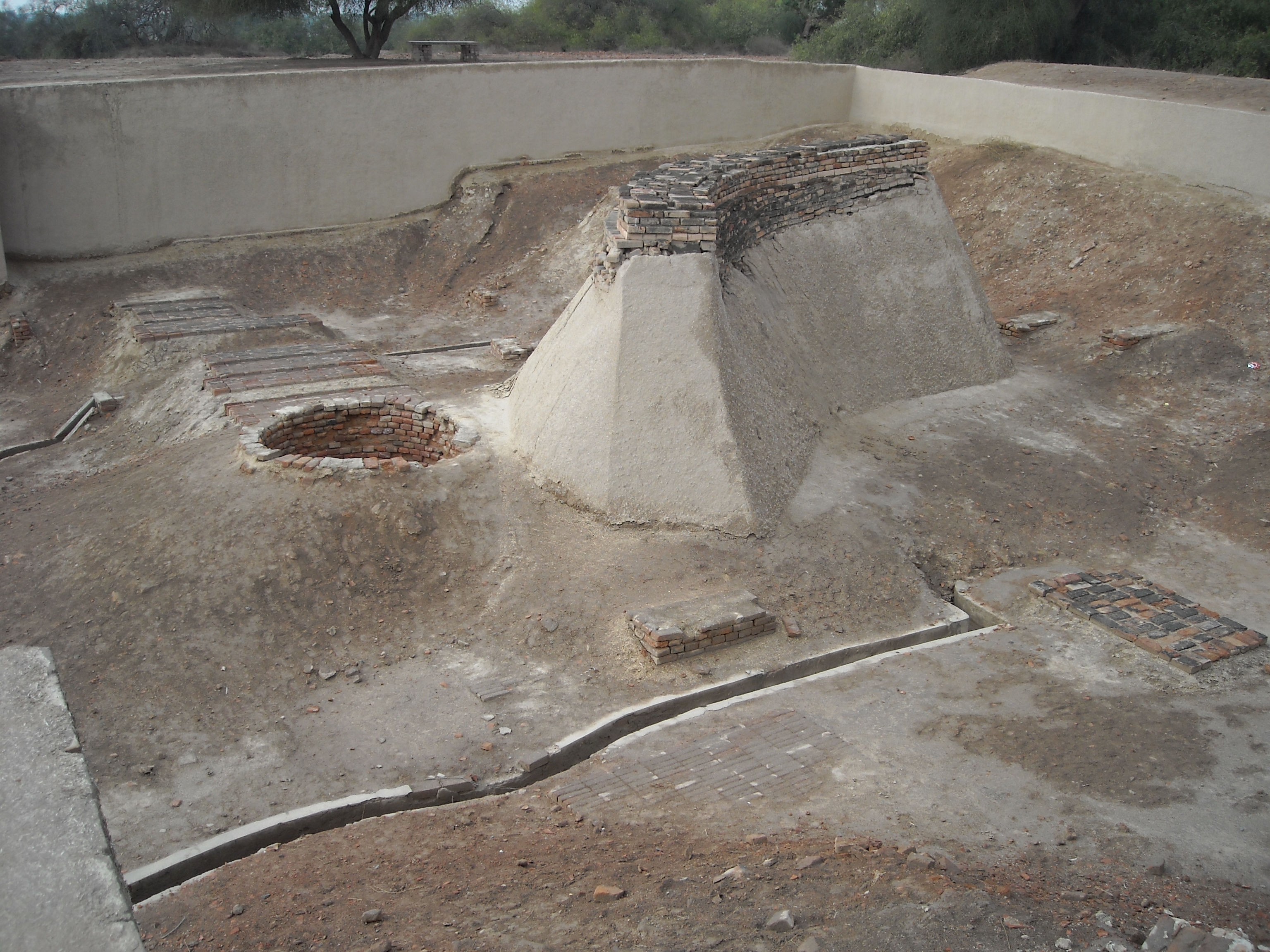
Pozůstatky studny a jakýchsi „městských lázní“ z Harappy s patrnými odvodňovacími kanálky

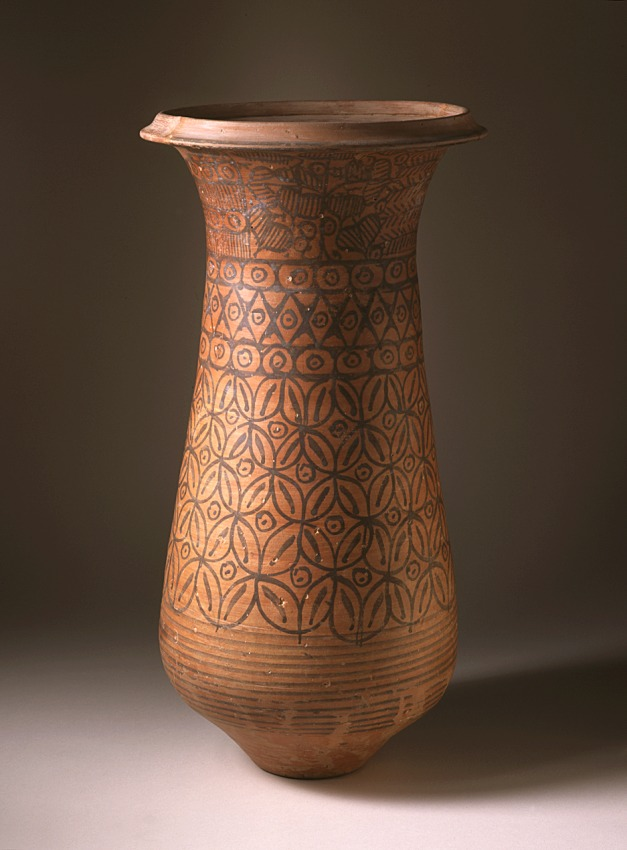
Harappská obřadní nádoba, 2600–2450 př. n. l., LACMA

O tom, že se v poříčí Indu nacházela vyspělá kultura, jejíž počátky sahají až do 3. tisíciletí př. n. l., se po dlouhá staletí nevědělo. Na rozdíl od kultur starověkého Egypta či Mezopotámie se totiž nedochoval žádný historiografický materiál, ze kterého by se dalo alespoň předpokládat, že v poříčí Indu nějaká vyspělá kultura před příchodem Indoíránců byla (až na drobné náznaky v Rgvédu). Společensko-dějinné události na Indickém kontinentě způsobily, že i z mnohem pozdějších dob existuje jen velmi malé množství písemných záznamů, o které by se badatelé mohli opřít při sestavování nejstarších dějin Indie – první rozluštěné a bezpečně datované písemné památky na území Indie jsou až nápisy krále Ašóky ze 3. století př. n. l.
První objevy pozůstatků kultury, která se dnes označuje podle jednoho z hlavních nalezišť jako harappská nebo podle geografického umístění jako protoindická či kultura poříčí Indu, uskutečnil koncem 20. let 19. století Charles Masson, dezertér z vojska Britské Východoindické společnosti. Masson koncem dvacátých a třicátých let procestoval rozsáhlé oblasti dnešního Pákistánu, Afghánistánu a Indie. V roce 1842 vydal o těchto cestách knihu s názvem Narrative of Various Journeys in Balochistan, Afghanistan and the Punjab, 1826–1838. Masson se v ní mimo jiné zmiňuje o rozsáhlém, uměle navršeném pahorku, který těsně přiléhá k vesnici Harappa v Paňdžábu. Masson jej však považoval za pozůstatek Sangaly, hlavního města krále Póra. Massonově objevu tehdy nebyla přidávána důležitost a skutečný význam tohoto místa byl rozpoznán až mnohem později.
V roce 1831 se v oblasti Indu pohyboval britský dobrodruh Alexander Burnes, který rozpoznal v Amrí jedno z důležitých center starověké kultury poříčí Indu. Podobně jako Masson, ani Burness nevykonal v nově objevené oblasti žádné významnější výzkumy. V polovině padesátých let 19. století probíhaly v oblasti Harappy stavební práce na železniční trati z Láhauru do Karáčí. Při těchto pracích bylo objeveno ohromné množství cihel, které byly v následujících letech používány na stavbu domů a především na stavbu samotné železnice. Z lokality tak byla odcizena prakticky celá horní vrstva naleziště. V roce 1853 a 1856 Harappu navštívil vedoucí organizace Archaeological Survey of India, britský archeolog Alexander Cunningham. V roce 1875 uveřejnil nález malé čtvercové destičky (pečetidla) z oblasti Harappy, jež byla opatřena reliéfem se značkami připomínající neznámé písmo. V roce 1886 M. Longworth Dames zveřejnil krátký článek, ve kterém informoval o dalším nálezu malého pečetítka podobné tomu Cunninghamovu. V pořadí třetí nález ohlásil v roce 1912 J. F. Fleet.
Předchozí nálezy pečetidel podnítily britského archeologa a tehdejšího vedoucího Archaeological Survey of India Johna Marshalla, aby v oblasti Indu započal se systematickým archeologickým výzkumem. Ten odstartoval v roce 1921 za účasti britských i indických archeologů. Tým badatelů ještě počátkem dvacátých let objevil pozůstatky rozlehlého starověkého města, které se nacházelo přes 600 kilometrů jižním směrem od Harappy. Tomuto městu se dostalo pojmenování Mohendžodaro podle názvu zdejšího pahorku s názvem Móhan džó daró („návrší mrtvých“), na kterém byly v minulosti nalezeny pozůstatky starých koster. Původní název mohl být Kukkutarma neboli „kohoutí město“ podle nalezených pečetí. Město bylo pečlivě plánováno do mřížky, kde hlavní ulice směřovaly ze severu na jih a vedlejší z východu na západ. Velikost obou měst spolu s faktem, že Harappa a Mohendžodaro byly od sebe stovky kilometrů vzdáleny, dávala archeologům tušit, že stojí před objevem rozsáhlé a vyspělé civilizace. Výzkumy v údolí Indu v následujících desetiletích se děly především pod záštitou Archaeological Survey of India. V roce 1986 založil George F. Dales z University of California projekt s názvem Harappa Archeological Research Project (zkráceně HARP) sdružující vědce z různých oborů za účelem studia harappské civilizace.

## Periodizace

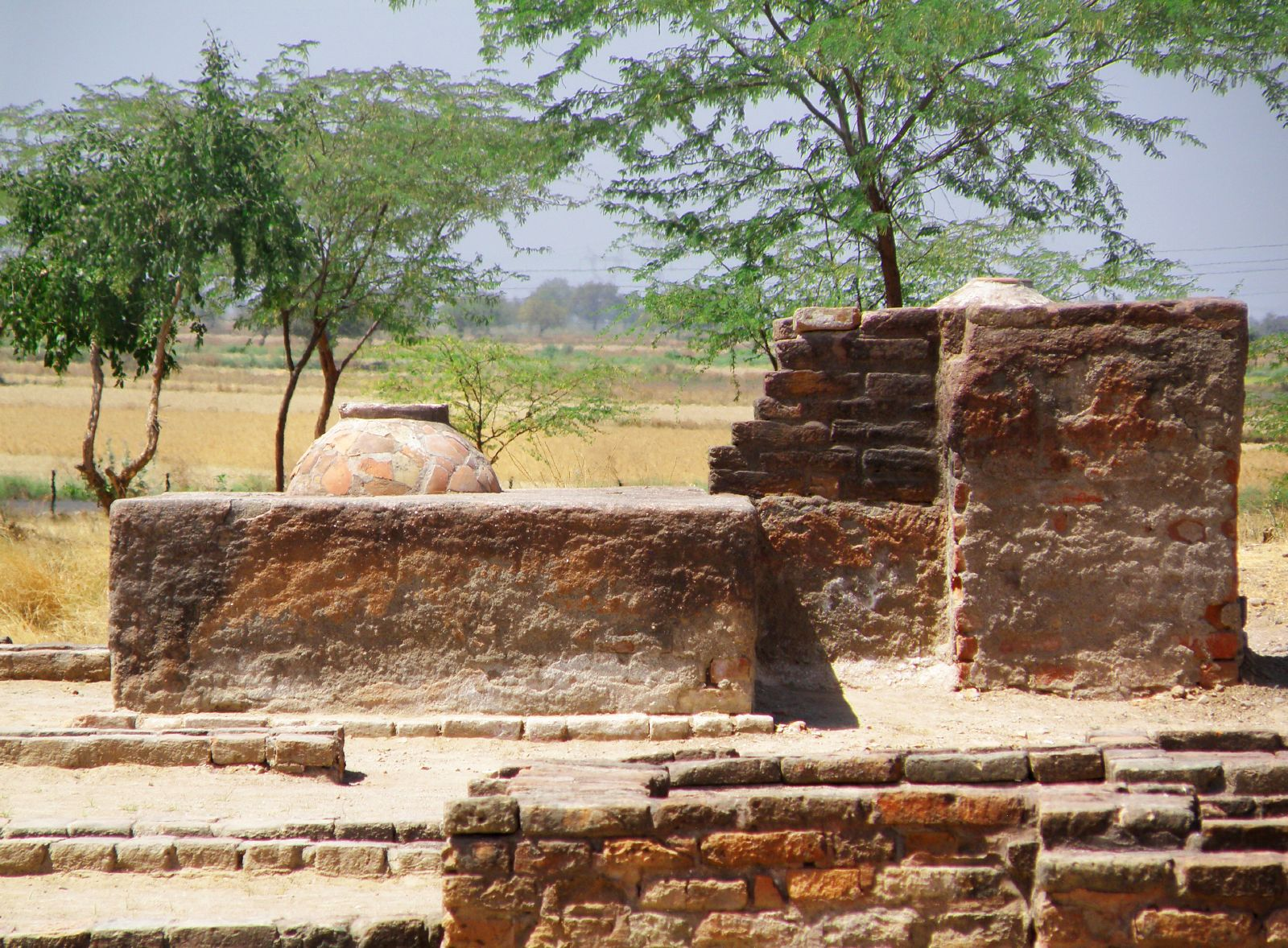
Pozůstatky koupelen v Lóthalu

Otázka vymezení časového úseku, ve kterém kultura vznikala, vzkvétala a upadala, dosud není rozřešena. Mimo radiokarbonovou metodu datování jsou jedním z klíčových faktorů pro určování stáří harappské kultury malá pečetítka, která byla nalezena až v sumerských archeologických vrstvách, které jsou absolutně datovány. I když se badatelé v určování klasického období rozvoje harappské kultury mohou o několik staletí lišit, většinou se shodnou, že vrcholná doba protoindické kultury začala někdy v polovině 3. tisíciletí a skončila před koncem první poloviny 2. tisíciletí př. n. l. Tak např. britský archeolog Mortimer Wheeler společně s indickým archeologem Ramem Šaranem Šarmou datují harappskou kulturu zhruba do doby 2500 př. n. l.–1700 př. n. l., jiné prameny kladou vrcholnou fázi rozvoje do období mezi roky 2600–1900 př. n. l. V počáteční fázi výzkumů na poli harappské civilizace badatelé odsouvali vrcholnou fázi rozvoje protoindické kultury ještě hlouběji do minulosti – sám John Marshall ve třicátých letech 20. století datoval harappskou kulturu do rozmezí let 3250–2570 př. n. l.
Jeden z nejvýznamnějších současných badatelů v oblasti protoindické kultury americký archeolog Jonathan Mark Kenoyer rozdělil protoindickou kulturu do několika fází a ér, přičemž každá éra vždy zasahuje do několika fází. V Kenoyerově rozdělení jsou tři éry (resp. čtyři, ale první éra se týká neolitického Méhrgarhu): regionizační, pro kterou je typický rozvoj kulturních center na regionální úrovni, dále integrační, která představuje vrcholné období protoindické civilizace, a třetí, lokalizační éra, která je spojena se socioekonomickými změnami a s úpadkem kultury v nejrůznějších směrech. Následující tabulka zachycuje podrobnější časové rozdělení protoindické kultury tak, jak jej navrhl Kenoyer:
| Datace (př. n. l.) | Fáze                                                        | Éra              |
| ------------------ | ----------------------------------------------------------- | ---------------- |
| 5500–3300          | Méhrgarh II–VI (neolitická keramika)                        | regionizační éra |
| 3300–2600          | Raně harappská (raná doba bronzová)                         | regionizační éra |
| 3300–2800          | Harappa 1 (fáze Ráví)                                       | regionizační éra |
| 2800–2600          | Harappa 2 (fáze Kót Dídží, Naušahro I, Méhrgarh VII)        | regionizační éra |
| 2600–1900          | Vrcholně harappská (střední doba bronzová)                  | integrační éra   |
| 2600–2450          | Harappa 3A (Naušahro II)                                    | integrační éra   |
| 2450–2200          | Harappa 3B                                                  | integrační éra   |
| 2200–1900          | Harappa 3C                                                  | integrační éra   |
| 1900–1300          | Pozdně harappská (pohřební kultura H, pozdní doba bronzová) | lokalizační éra  |
| 1900–1700          | Harappa 4                                                   | lokalizační éra  |
| 1700–1300          | Harappa 5                                                   | lokalizační éra  |

## Původ

Mapa povodí Indu s vybranými centry

Otázka původu tvůrců harappské civilizace dosud nebyla vyřešena a o původu Harappanů existují v zásadě tři teorie. Podle první, pravděpodobně nejrozšířenější hypotézy, byli tvůrci protoindické civilizace Drávidové, kteří byli příchodem indoevropských kmenů vytlačeni na jih Indického poloostrova, který obývají dodnes. Podle další teorie, jejímž zastáncem je např. indický archeolog S. R. Ráo, byli první Harappané příslušníci indoevropského lidu, který buďto pobýval na Indickém subkontinentu už od pravěku, nebo předešel mnohem pozdější příchod Indoíránců, kteří dorazili na území harappské civilizace někdy ve 2. tisíciletí př. n. l. Podle třetí hypotézy nemají původní tvůrci harappské civilizace nic společného s některým ze současných etnik. Tito „praobyvatelé Indie“ měli časem zcela vymřít.
V místech, kde se kdysi nacházela harappská civilizace, byly nalezeny pozůstatky osídlení z různých dob. K nejstarším nálezům patří zejména pěstní klíny sóánské kultury, která se v době nejstaršího paleolitu nacházela v údolí stejnojmenné řeky v Paňdžábu. Z mnohem pozdější doby byly v oblasti Balúčistánu a Sindhu nalezeny pozůstatky kultury, která zde vzkvétala někdy ve 4. tisíciletí př. n. l. Pravděpodobně se jednalo o východní výběžek irácko-íránské vesnické kultury. I když se pod základy některých harappských měst (zejména Amrí) našly pozůstatky předharappských kultur, badatelé jsou za jedno v názoru, že se protoindická civilizace nevyvinula z této předharappské kultury vesnického typu.

## Geografie
Protoindická kultura zabírala velkou část dnešního Pákistánu (především Sindh, Paňdžáb a Balúčistán) a severozápadní Indie (hlavně Gudžarát, Harijánu, Paňdžáb a Rádžasthán). Osu protoindické civilizace tvořila řeka Indus a v době svého největšího rozmachu kultura zabírala území o délce přes 1400–1600 km a šířce přes 1100 km. Některé pozůstatky harappské kultury byly nalezeny i v sousedních zemích jako je Afghánistán, Turkmenistán či Írán.
Mezi nejdůležitější centra protoindické kultury patřila Harappa a Mohendžodaro. Každé z těchto měst měřilo po obvodu více než 5 kilometrů. Další významná centra protoindické civilizace jsou např. Naušahro, Kót Dídží, Músá Khél, Amrí či Lóthal. Dosud bylo nalezeno více než 1000 větších či menších center, které vykazují až na menší obměny regionálního rázu příslušnost k jedné kultuře, které se dnes říká harappská. I přesto se však občas naskýtá otázka, zda kultura poříčí řeky Indu nebyla rozdělena na dva mocenské celky s centry v Harappě a Mohendžodaru.

## Charakteristika
U všech větších harappských měst se lze setkat se stejnou urbanistickou strukturou. Ulice byly pravoúhlé a na západní straně města se nacházela opevněná citadela. Ke stavbě měst se používaly pálené cihly o nejčastějších rozměrech 28×14×7 cm. Obytné domy prostého obyvatelstva byly obvykle dvou či vícepatrové a měly čtvercový půdorys zabírající plochu okolo 90 m². Uprostřed těchto domů bylo nádvoří, které sloužilo k přípravě jídel, případně ustájení drobného zvířectva. Vstupní dveře do těchto domů vedly obvykle z úzkých postranních uliček okolo domu. Domy byly vybaveny koupelnami, splachovacími záchody, skladem s potravinami a někdy i studnou. Z domů vedl odpadní systém ústící do kanalizačních kanálů vedoucích podél jednotlivých ulic pod jejich úrovní.

### Obyvatelstvo a řemesla

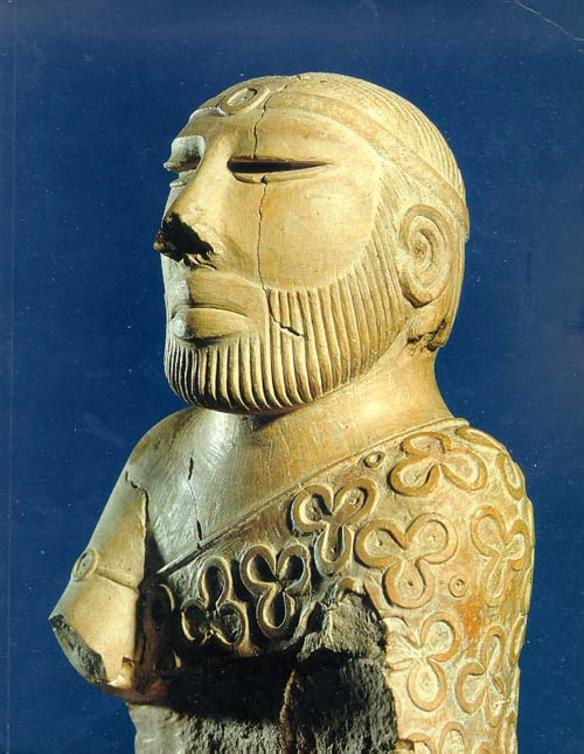
Busta muže z Mohendžodara označována jako socha „velekněze“ (Národní muzeum v Karáčí, Pákistán)

Stejně jako je nejistý původ tvůrců harappské kultury, je nejisté i etnické složení obyvatelstva protoindické civilizace. V počátcích badatelé hovořili o několika rasových typech, na základě novějších poznatků se však většinová badatelská obec přiklání k názoru, že Harappané z většiny vykazují europoidní rysy. Z dob protoindické civilizace bylo nalezeno několik pohřebišť s kosterními pozůstatky Harappanů, přičemž k největším patří harappské pohřebiště, kde bylo nalezeno přes šedesát koster. Z těch antropologové odvodili, že obyvatelé Harappy se dožívali nízkého věku v průměru okolo třiceti let a jejich průměrná výška se pohybovala od 165 do 175 centimetrů.
Nejdůležitějším zdrojem obživy Harappanů bylo zemědělství. Pěstovali především pšenici a ječmen a podle nálezů rýžových slupek z Lóthalu je možné, že v některých oblastech byla pěstována i rýže. Další hojně pěstovanou plodinou byla bavlna, která tvořila jeden z hlavních vývozních artiklů. Zemědělské výrobky se z vesnických center odvážely do městských sýpek, kde byly připraveny k dalšímu zpracování či přímé spotřebě. Dosud nebyl učiněn nález, který by dokazoval, že Harappané používali kovový pluh; moderní výzkumy ukazují, že Harappané místo kovového pluhu používali dřevěná rádla. Někteří historici jako D. D. Kósámbí zastávají názor, že harappská kultura znala a používala zavlažovací systémy. Kósámbí tak usuzuje na základě několika náznaků v Rgvédu. Harappané běžně chovali ovce, kozy, drůbež, prasata a různé druhy skotu.
Harappané znali lití mědi i bronzu. Mimo uměleckých předmětů se z těchto materiálů vyráběly především ruční nástroje a užitkové předměty jako sekery, nože, zrcadla a různé druhy zbraní, jichž bylo nalezeno poměrně velké množství. Tyto nástroje se vyznačují strohým opracováním a často nízkou technickou vyspělostí (např. sekery nemají otvor pro topůrko, takže se musely k němu přivazovat). Bronzových nástrojů se užívalo častěji než měděných, jelikož měď byla drahý dovozní artikl, který se dovážel z oblastí dnešního Rádžasthánu nebo Afghánistánu. Mimo bronzových nástrojů bylo v harappské kultuře hojně rozšířeno používání nástrojů z kamene. Typickým nástrojem kultury byla kamenná čepel s rovnoběžnými hranami vyrobená z pazourku.

### Umění

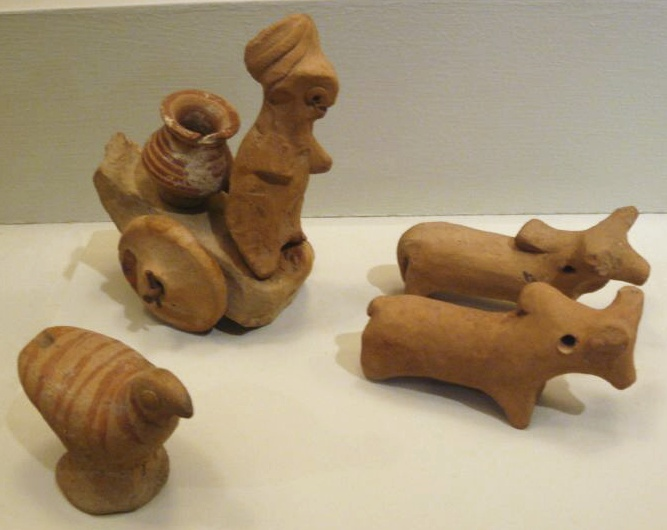
Malé terakotové sošky, typické hrubou opracovaností

Z harappské doby se dochovala celá řada uměleckých předmětů, veškeré jsou však menších rozměrů. Mimo pečetidel zůstalo dochováno množství hliněných nádob a dalších hrnčířských výrobků jako jsou talíře, poháry, misky apod., které jsou často pokryty ozdobnými ornamenty a motivy. Vzorce na červené keramice jsou většinou geometrické či zobrazují zvířata nebo lidi. Bylo nalezeno i větší množství hrubě opracovaných hliněných figurek, které byly pravděpodobně vyráběny hromadně. Další skupinu uměleckých předmětů tvoří bronzové plastiky, kterých se však nalezlo jen několik. Dochovalo se i množství terakotových, hrubě opracovaných sošek, které většinou představují voly, buvoly či nahé ženy. K nejznámějším kamenným sochám patří mohendžodarská busta muže, který bývá označován jako „velekněz“, byť není prokázáno, že jím skutečně byl. Tato busta představuje muže se zamyšleným výrazen s mírně vztyčenou tváří a zastřiženým vousem, na sobě má plášť s trojlístkovým ornamentem snad symbolizujícím hvězdy.

### Písmo či symbolický systém

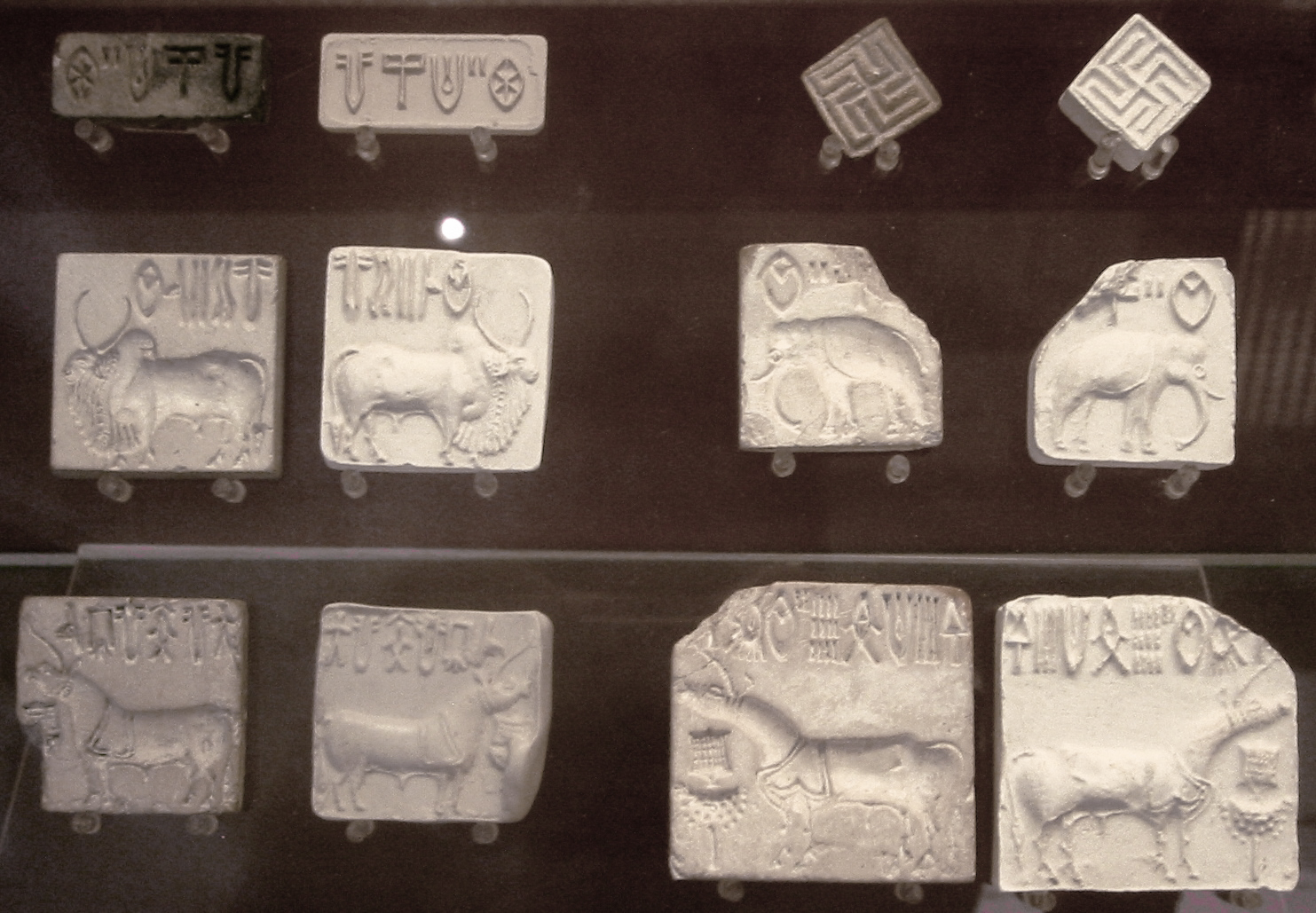
Různá pečetítka s vyobrazením zvířat, nápisy i svastikou (Britské muzeum)

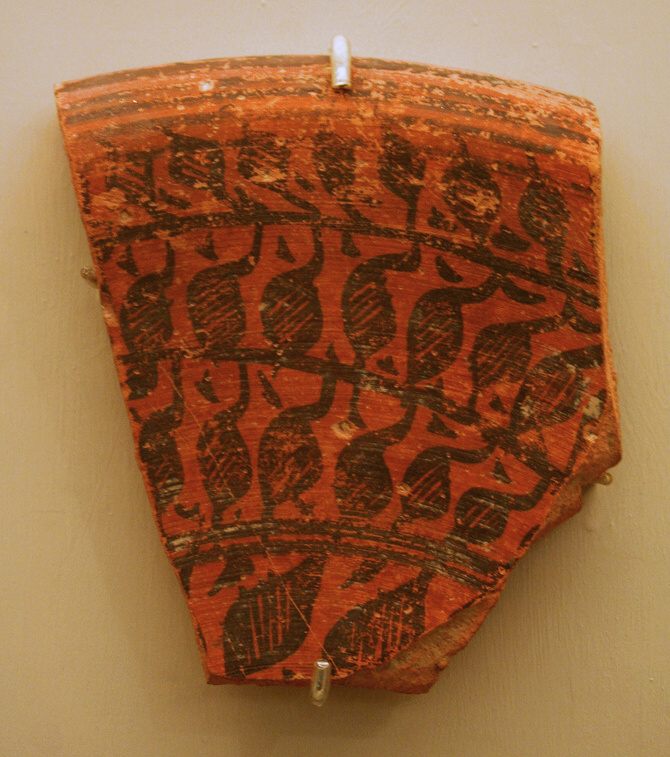
Střep červené keramiky s černým vzorováním

Z dob Harappanů se dochovaly četné nápisy. Zda jde však vůbec o písmo, nebylo dosud spolehlivě prokázáno. Symboly se nacházejí především na malých pečetidlech, jejichž rozměry se pohybují okolo 4×4 cm, 5×5 cm atd. Často jsou jejich plochy rozděleny na horní a dolní část, přičemž dolní část zabírá obrázek zvířete a horní obsahuje znaky. Přes dlouholeté úsilí badatelů interpretovat systém jako písmo zůstávají nálezy nerozluštěny. Různí badatele uvažují o různém počtu samostatných znaků podle toho, co považují za znaky odlišné a co za pouhé varianty. Nejčastěji se uvažuje o přibližně čtyřech stovkách jedinečných symbolů.
Pokud o písmo skutečně šlo, analýzy ukazují, že by mohlo být logosylabického charakteru (znak vždy zastupuje slovo). Směr zápisu byl zprava doleva, v občasných případech se na další řádce měnil (bustrofédon).
Práci badatelům ztěžuje fakt, že není vyjasněn původ ani jazyk Harappanů a tím ani jejich přiřazení k některé z jazykových rodin. Dosud bylo publikováno přes 50 odborných studií, jejichž cílem bylo rozluštění harappského symbolického systému. Tyto práce se často opírají o snahu prokázat, že zachycoval nějaký drávidský či indoevropský jazyk. Zejména indičtí nacionálně orientovaní badatelé se snaží doložit souvislost buďto se sanskrtem, nebo s tamilštinou.
Objevily se dokonce pokusy dokázat příbuznost symbolů s egyptskými či mínojskými hieroglyfy, značkami na etruské keramice, symboly nalezenými na Buddhových chodidlech z Malediv či dokonce glyfy ze střední Ameriky. O luštění harappského „písma“ se pokusil i český badatel Bedřich Hrozný, který je znám především coby rozluštitel chetitštiny. Případné dešifrování navíc ztěžuje okolnost, že badatelům schází jakýkoliv dvojjazyčný nápis, a že na pečetidlech by mohly být pouze praktické informace, jako je jméno vlastníka či cílové město, kam se pečetidla dopravovala spolu se zbožím.
V roce 2004 byla americkými vědci uveřejněna teorie, podle které znaky nalezené na pečetidlech a dalších předmětech Harappanů nejsou žádným druhem písma, ale jedná se o symboly náboženského, politického či jiného, společenského charakteru. Tento závěr vyvodili především na základě těchto skutečností:
- Extrémní krátkost
  - Jednotlivé „nápisy“ jsou často velmi krátké (průměrně 4,5 znaku na nápis) a frekvence opakování jednotlivých znaků je relativně dosti nízká.[45]
  - Ty nejdelší „texty“ se stěží vyrovnají nejkratším dochovaným nápisům skutečných písem.
- Absence dokladů písařství
  - Nebyly nalezeny žádné písařské pomůcky, které u skutečných písem vždy nacházíme.
  - Nebyla nalezena ani žádná vyobrazení takovýchto pomůcek, která vždy nacházíme.
  - Nebyla nalezena ani žádná vyobrazení písařů, která rovněž u skutečných písem nacházíme.
  - Za 600 let nedoznaly symboly v podstatě žádného vývoje, což je také typické pro skutečná písma, jejichž uživatelé časem nutně inklinují ke zjednodušování písařských praktik.
  - I písma, v nichž se z důvodu nízké trvanlivosti média (např. papyru, pergamenu či palmových listů) dochovalo velmi malé množství nápisů, jsou vždy doložena relativně dlouhými texty na materiálech trvanlivých, tj. zejména kameni a keramice.
- Frekvenční analýzy nesouhlasí ani s indoárskou, drávidskou, ale ani mundskou hypotézou. Pokud by šlo o písmo, muselo by zachycovat nám zcela neznámý jazyk.

### Obchodní styky

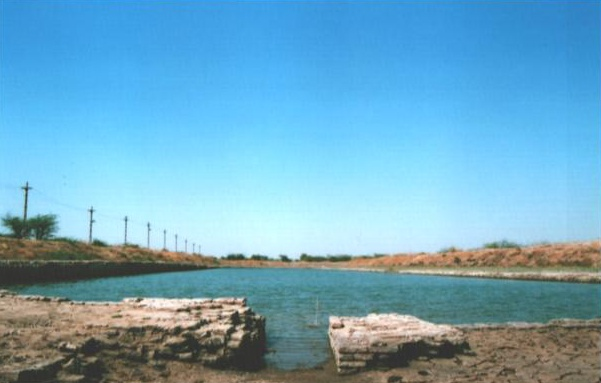
Pozůstatky lodních doků a uměle vytvořeného vodního kanálu v Lóthalu

Harappská kultura měla obchodní styky s různými zeměmi. K těm nejvýznamnějším patří především oblasti Mezopotámie, což dokazují nejen vykopávky z Uru, Kiši a Tel Asmaru, kde byla nalezena malá pečetítka používaná k označování jednotlivých obchodních zásilek, ale i akkadské a sumerské texty. Zboží se do oblasti Mezopotámie dováželo po suchozemské i mořské trase. Karavanní cesta pravděpodobně vedla přes východní Írán, významné překladiště bylo v Tepe Jahjá. Hlavním harappským přístavem byl s největší pravděpodobností Lóthal na Káthijávárském poloostrově. Lóthal bylo malé město o rozměrech pouhých 300×600 m a systematické vykopávky zde započaly až v roce 1956. Zdejší přístaviště vybavené lodními doky bylo spojeno s mořem uměle vyhloubeným kanálem. Hlavním vývozním zbožím do mezopotámské oblasti byla bavlna, polodrahokamy a slonovina, naopak z Mezopotámie proudily do oblasti Poindí především drahé kovy.

### Náboženství

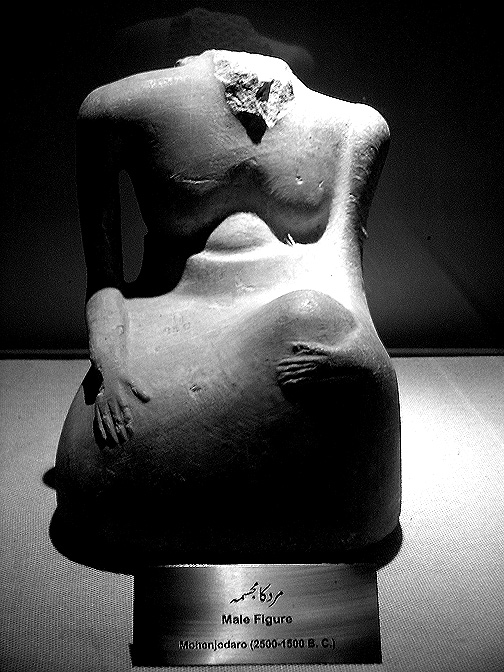
Mohendžodarská socha muže

I když se bezpečně o náboženství Harappanů neví prakticky nic, existuje několik nálezů, podle kterých by se dalo nastínit, jakým náboženským životem protoindická kultura žila. Takovým nálezem může být vodní nádrž o hloubce přes dva metry a délkách třináct a osm metrů, která tvořila jádro mohendžodarské citadely. Potřeba tak velké nádrže a spolu s jejím umístěním vedla část vědecké komunity k názoru, že se jedná o rituální lázeň sloužící k rituální očistě. Podle Mortimera Wheelera je tato nádrž dokonce „jakýsi prototyp rituálních nádržek středověké i moderní Indie [...].“ Potřeba vody coby rituálně očistného prvku v životě Harappanů se zdá být patrná i z velkého množství menších nádrží a domovních i veřejných studen, avšak zda byla tato voda skutečně využívána pro rituální účely, nelze říci s jistotou.
Z velkého množství hliněných sošek nalezených v povodí Indu se dále předpokládá, že v harappské civilizaci byl rozšířen kult bohyně Matky, která symbolizuje plodnost; tato domněnka však není obecně přijímána. Akademické debaty vzbuzuje zejména vyobrazení na jednom z harappských pečetidel. Jedná se o postavu, která sedí se zkříženýma nohama, má kolem sebe zvířata a na hlavě něco, co připomíná rohy. Již John Marshall vyjádřil názor, že tato postava znázorňuje tzv. Proto-Šivu (někdy též označována jako „prvotní Šiva“) v aspektu pána tvorstva Pašupatiho. Zastánci této teorie mimo jiné tvrdí, že tyto zkřížené nohy představují lotosovou pozici, rohy že jsou Šivův typický artefakt – trojzubec – a drobné výstupky vystupující z hlavy údajného Proto-Šivy jsou jeho další tváře. Část badatelů se však k těmto teoriím staví odmítavě a poukazují mimo jiné na to, že údajná jógická pozice může jen zachycovat zcela běžný způsob sezení v Jižní Asii. Pašupati je podle védského podání navíc ochráncem stád a domácích zvířat a na vyobrazeném pečetidle obklopují údajného Proto-Šivu zvířata jako slon nebo tygr. Kritici teorie Proto-Šivy rovněž odmítají možnost, že drobný výstupek v rozkroku postavy představuje ztopořený falus, pozdější Šivův symbol. David M. Knipe se dokonce přiklání k názoru, že tato postava nejenže není Proto-Šiva, ale má původ ještě ve starší tradici, totiž kultuře starověkého Elamu.
Řadu badatelů zaujala otázka, zda se náboženství praktikované v protoindické kultuře nějakým způsobem promítlo do bráhmanismu a později hinduismu. K zastáncům názoru, že náboženství harappské kultury nemělo nic společného s hinduismem, patří např. historik John Keays. Ten poukazuje zejména na fakt, že dosud nebyly podány žádné přesvědčivé důkazy, které by dokázaly uctívání bohyně Matky či Pašupatiho. Nebyl ani nalezen jediný chrám a veškeré teorie o spojitosti náboženství Harappanů s hinduismem se tak zakládají jen na domněnkách. Další historikové jako Richard Hooker zase podle různých nálezů usuzují, že Harappané uctívali přírodní síly a předměty.

## Pozdně harappská kultura a zánik

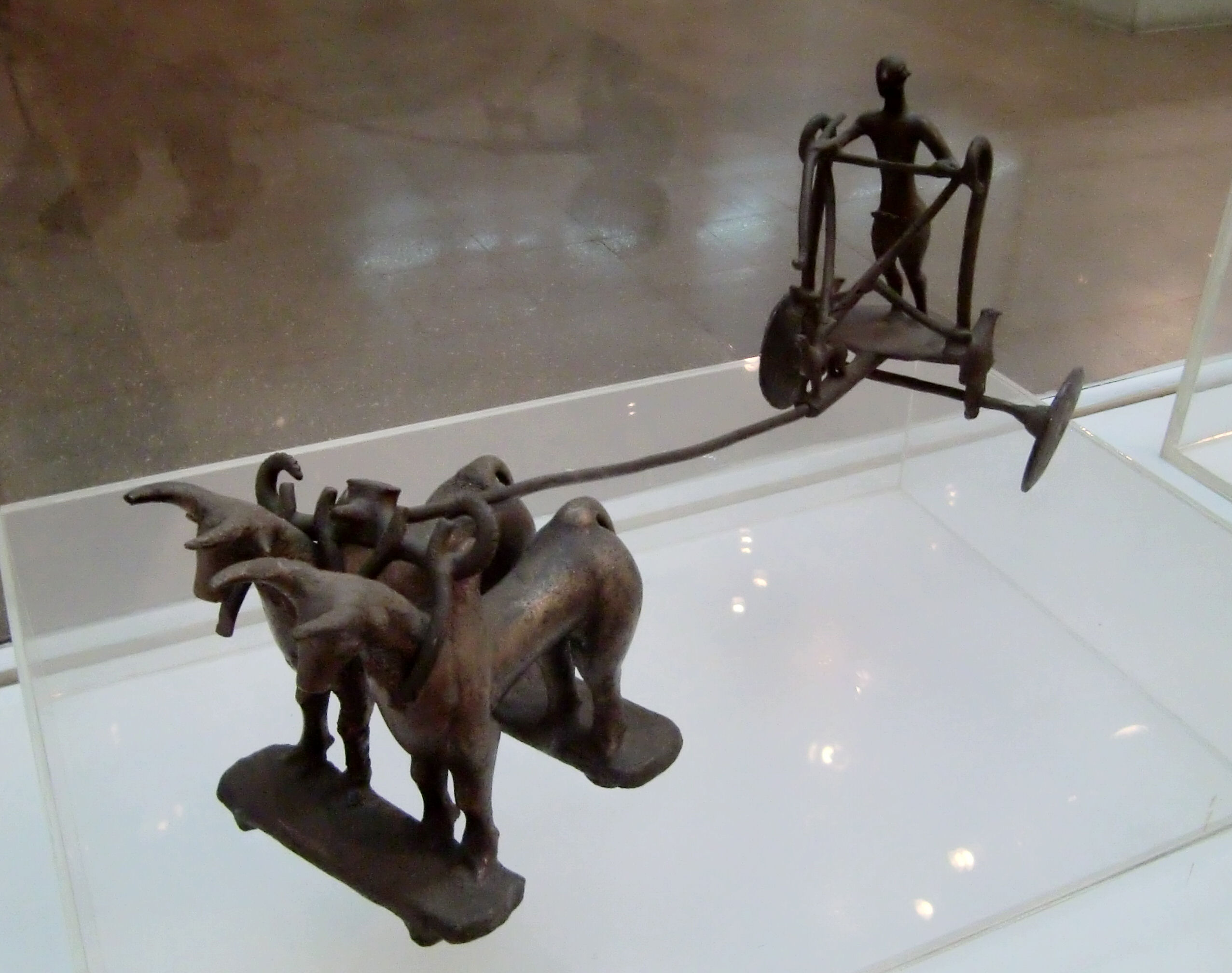
Pozdější harappské figurky z oblasti Daimabad

Někdy kolem roku 1900 př. n. l. se harappská kultura postupně začala transformovat a upadat. Období, které tímto nastalo a trvalo zhruba po dalších 600 let, se označuje jako pozdně harappská fáze či období pohřební kultury H. V této době pozdně harappská kultura již nedosahovala takového územního rozsahu jako ve své předchozí vrcholné fázi. Je pravděpodobné, že pohřební kultura H byla společně s bárskou kulturou jakýmsi odrazem kolonizace Indoárijců do oblasti údolí Indu. Název pohřební „kultura H“ je odvozen od „oblasti H“, což je pojmenování pohřebního místa nalezeného v Harappě, kde se našly pohřební, barevně zdobené urny. V dřívějších dobách byli mrtví pohřbíváni v rakvích a až v pozdější době začali být spalováni a jejich ostatky umisťovány do uren. Tato skutečnost může naznačovat jakýsi náboženský posun, avšak také může být výsledkem ekonomických a politických změn.
Příčiny postupného úpadku a následného konce harappské civilizace nejsou jasné. Nicméně nastal někdy v polovině 2. tisíciletí př. n. l. v době, kdy na území severozápadní Indie začínají ve vlnách pronikat Indoevropané. Je tedy možné, že indoevropské kmeny si postupně podrobovaly a pobíjely zdejší obyvatele, kteří byli – když ne pobiti či promíšeni s Indoevropany – zatlačeni na jih subkontinentu. Tato teorie by pak podporovala hypotézu o drávidském jazyce Harappanů (drávidské jazyky jsou rozšířeny především v jižní Indii). Podle jiné hypotézy nastal konec harappské civilizace následkem přírodní katastrofy; v oblasti poříčí Indu se nabízí povodeň. Archeologické průzkumy v mnohých městech (zejména v Mohendžodaru) prokázaly, že záplavy ve městech, způsobené změnou řečišť a zvýšenou hladinou řek, nebyly výjimkou.
I když byl zánik protoindické civilizace předznamenán už dlouhodobým úpadkem zaviněným pravděpodobně i klimatickými změnami, mnohé důkazy svědčí o tom, že její zánik byl dovršen náhlou událostí. V Harappě a Mohendžodaru byly nalezeny kosterní pozůstatky Harappanů nesoucí známky násilného usmrcení. To by sice mohlo podporovat teorii o vpádu nějakého neznámého etnika (možná samotných Indoevropanů) a zasazení poslední rány harappské civilizaci formou masakru obyvatelstva dvou hlavních měst, avšak velmi malý počet podobných koster tyto závěry zpochybňuje.